# Nyugat-Szamoa az 1996. évi nyári olimpiai játékokon
Nyugat-Szamoa az egyesült államokbeli Atlantában megrendezett 1996. évi nyári olimpiai játékok egyik részt vevő nemzete volt. Az országot az olimpián 3 sportágban 5 sportoló képviselte, akik érmet nem szereztek.

## Atlétika
Férfi
| Versenyző      | Versenyszám   | Selejtező | Selejtező | Döntő    | Döntő    |
| Versenyző      | Versenyszám   | Eredmény  | Helyezés  | Eredmény | Helyezés |
| -------------- | ------------- | --------- | --------- | -------- | -------- |
| Chris Sua'mene | Diszkoszvetés | 51,28 m   | 39.       | kiesett  | kiesett  |

Női
| Versenyző    | Versenyszám   | Selejtező | Selejtező | Döntő    | Döntő    |
| Versenyző    | Versenyszám   | Eredmény  | Helyezés  | Eredmény | Helyezés |
| ------------ | ------------- | --------- | --------- | -------- | -------- |
| Iloai Suaniu | Gerelyhajítás | 38,08 m   | 32.       | kiesett  | kiesett  |

## Ökölvívás
| Versenyző | Versenyszám  | Selejtező                              | Nyolcaddöntő      | Negyeddöntő       | Elődöntő          | Döntő             | Helyezés |
| Versenyző | Versenyszám  | Ellenfél Eredmény                      | Ellenfél Eredmény | Ellenfél Eredmény | Ellenfél Eredmény | Ellenfél Eredmény | Helyezés |
| --------- | ------------ | -------------------------------------- | ----------------- | ----------------- | ----------------- | ----------------- | -------- |
| Bob Gasio | Középsúly    | José Ricardo Rodrigues (BRA) · 4–11    | kiesett           | kiesett           | kiesett           | kiesett           | 17.      |
| Sam Leuii | Félnehézsúly | I Szungbe (Lee Seung-Bae) (KOR) · 0–14 | kiesett           | kiesett           | kiesett           | kiesett           | 17.      |

## Súlyemelés
| Versenyző   | Versenyszám | Szakítás | Szakítás | Lökés    | Lökés    | Összesen | Helyezés |
| Versenyző   | Versenyszám | Eredmény | Helyezés | Eredmény | Helyezés | Összesen | Helyezés |
| ----------- | ----------- | -------- | -------- | -------- | -------- | -------- | -------- |
| Ofisa Ofisa | 76 kg       | 127,5    | 19.      | 160,0    | 18.      | 287,5    | 18.      |